# Barbus fasciolatus
Barbus fasciolatus és una espècie de peix cipriniforme de la família dels ciprínids.

## Morfologia
Els mascles poden assolir els 6 cm de longitud total.

## Distribució geogràfica
Es troba al llac Kariba i als rius Zambezi i Okavango (Àfrica austral).